# Symbrenthia daraka
Symbrenthia daraka är en fjärilsart som beskrevs av Moore 1874. Symbrenthia daraka ingår i släktet Symbrenthia och familjen praktfjärilar. Inga underarter finns listade i Catalogue of Life.